# Puczniew-Leonów
Puczniew-Leonów – część wsi Puczniew w Polsce,  położona w województwie łódzkim, w powiecie pabianickim, w gminie Lutomiersk.
W latach 1975–1998 Puczniew-Leonów administracyjnie należał do województwa sieradzkiego.